# لوال إسماعيل
لوال إسماعيل (بالسويدية: Lawal Ismail)‏ (5 سبتمبر 1991 بنيجيريا - ) هو لاعب كرة قدم سويدي في مركز الهجوم. لعب مع نادي سيريانسكا ونادي غوتبورغ ونادي فاسالوندس.

## وصلات خارجية
- لوال إسماعيل على موقع اتحاد السويد (السويدية)
- لوال إسماعيل على موقع قاعدة بيانات كرة القدم.إي يو (الإنجليزية)
- لوال إسماعيل على موقع Soccerway.com (الإنجليزية)